# San Carlos (departamento de Salta)
San Carlos é um departamento da Argentina, localizado na província de Salta.